# Wahlkreis Mainz II
Der Wahlkreis Mainz II (Wahlkreis 28) ist einer von drei Landtagswahlkreisen in Mainz, der Landeshauptstadt von Rheinland-Pfalz. Er umfasst die Stadtteile Bretzenheim, Gonsenheim, Hechtsheim, Mombach und Weisenau.

## Veränderung der Mainzer Wahlkreise
Zur Landtagswahl 2011 umfasste der Wahlkreis noch die Stadtteile Bretzenheim, Drais, Ebersheim, Finthen, Gonsenheim, Hechtsheim, Laubenheim, Lerchenberg und Weisenau. Dadurch werden die Wahlergebnisse von 2011 und davor nur eingeschränkt mit den nachfolgenden vergleichbar sein. Der nördliche Stadtteil Mombach wurde durch den Neuzuschnitt der Mainzer Wahlkreise dem Wahlkreis Mainz II zugeschlagen. Im Gegenzug wurden die Stadtteile Laubenheim und Weisenau dem Wahlkreis Mainz I zugeteilt. Ein Neuzuschnitt war notwendig, da der Wahlkreis Mainz II mit seinen vorherigen Gebieten die gesetzliche Obergrenze für die maximale Abweichung von der durchschnittlichen Einwohnerzahl eines Wahlkreises überschritten hatte. Die Umsetzung sorgte jedoch für Unzufriedenheit bei manchen Parteien.
Zur Landtagswahl 2021 wurden die Wahlkreise in Mainz wieder neu zugeschnitten. Der Wahlkreis Mainz II umfasst seitdem die Stadtteile Bretzenheim, Gonsenheim, Hechtsheim, Mombach und Weisenau. Die Stadtteile Drais, Ebersheim, Finthen, Laubenheim, Lerchenberg und Marienborn werden dem neugebildeten Wahlkreis Mainz III zugeteilt.

## Wahl 2026
Die Landesregierung hat den Termin für die nächste Landtagswahl in Rheinland-Pfalz festgelegt. Die Wahl zum 19. Landtag von Rheinland-Pfalz wird am Sonntag, den 22. März 2026, stattfinden. 
| Direktkandidaten       | Partei           | Wahlkreisstimmen in % | Landesstimmen in % |
| ---------------------- | ---------------- | --------------------- | ------------------ |
| Doris Ahnen            | SPD              |                       |                    |
|                        | CDU              |                       |                    |
| Stephan Stritter       | AfD              |                       |                    |
|                        | FDP              |                       |                    |
| Katrin Eder            | Grüne            |                       |                    |
| Anna Tabeah Fassbender | Die Linke        |                       |                    |
|                        | Freie Wähler     |                       |                    |
|                        | Piraten          |                       |                    |
| Gitta Weber            | ÖDP              |                       |                    |
|                        | Klimaliste       |                       |                    |
|                        | Die PARTEI       |                       |                    |
| –                      | Tierschutzpartei | –                     |                    |
| –                      | Volt             | –                     |                    |

## Wahl 2021
Bei der Landtagswahl 2021 vom 14. März 2021 entfielen im Wahlkreis auf die einzelnen Wahlvorschläge:
| Direktkandidaten   | Partei           | Wahlkreisstimmen in % | Landesstimmen in % |
| ------------------ | ---------------- | --------------------- | ------------------ |
| Doris Ahnen        | SPD              | 30,8 %                | 34,7 %             |
| Sabine Flegel      | CDU              | 27,1 %                | 23,9 %             |
| Lothar Melhose     | AfD              | 4,7 %                 | 5,0 %              |
| Marc Engelmann     | FDP              | 5,1 %                 | 5,5 %              |
| Fabian Ehmann      | Grüne            | 18,7 %                | 17,0 %             |
| Selin Bal          | Die Linke        | 3,7 %                 | 3,1 %              |
| Gerhard Wenderoth  | Freie Wähler     | 2,5 %                 | 1,9 %              |
| Joachim Adomeit    | Piraten          | 0,9 %                 | 0,6 %              |
| Antonio Sommese    | ÖDP              | 2,7 %                 | 1,9 %              |
| Collin Wittenstein | Klimaliste       | 2,2 %                 | 2,1 %              |
| Marie-Celine Elgas | Die PARTEI       | 1,4 %                 | 1,0 %              |
| –                  | Tierschutzpartei | –                     | 0,9 %              |
| –                  | Volt             | –                     | 2,3 %              |

## Wahl 2016
Bei der Wahl vom 13. März 2016 entfielen im Wahlkreis auf die einzelnen Wahlvorschläge:
| Direktkandidaten                 | Partei       | Wahlkreisstimmen | Landesstimmen |
| -------------------------------- | ------------ | ---------------- | ------------- |
| Doris Ahnen                      | SPD          | 38,9 %           | 38,0 %        |
| Wolfgang Reichel                 | CDU          | 30,6 %           | 30,7 %        |
| Gunther Heinisch                 | GRÜNE        | 8,1 %            | 8,3 %         |
| Volker Hans                      | FDP          | 6,1 %            | 6,7 %         |
| Jasper Proske                    | DIE LINKE    | 3,1 %            | 3,1 %         |
| Gerhard Wenderoth                | Freie Wähler | 1,9 %            | 1,1 %         |
| Claudius Moseler                 | ÖDP          | 2,4 %            | 1,3 %         |
| Christoph Hildebrandt            | AfD          | 8,9 %            | 9,2 %         |
| Parteien ohne Wahlkreisvorschlag |              |                  | 1,7 %         |

Die Wahlbeteiligung lag bei 74,5 % und damit 4,1 Prozentpunkte über dem Landesdurchschnitt.

## Wahl 2011
Die Ergebnisse der Wahl zum 16. Landtag Rheinland-Pfalz vom 27. März 2011:
| Direktkandidaten                  | Partei       | Wahlkreisstimmen | Landesstimmen |
| --------------------------------- | ------------ | ---------------- | ------------- |
| Doris Ahnen                       | SPD          | 34,0 %           | 29,1 %        |
| Wolfgang Reichel                  | CDU          | 34,0 %           | 33,4 %        |
| Peter Schmitz                     | FDP          | 5,4 %            | 5,6 %         |
| Rahim Schmidt                     | GRÜNE        | 18,9 %           | 23,7 %        |
| Peter Weinand                     | DIE LINKE    | 2,4 %            | 2,5 %         |
| –                                 | REP          | –                | 1,2 %         |
| Torsten Balg                      | ödp          | 1,9 %            | 1,3 %         |
| Barbara Spahn                     | BüSo         | 0,1 %            | 0,1 %         |
| Gerhard Wenderoth                 | Freie Wähler | 1,5 %            | 0,9 %         |
| Xander Dorn                       | PIRATEN      | 1,9 %            | 1,8 %         |
| –                                 | Sonstige     | –                | 0,5 %         |
| Wahlberechtigte: 77.840 Einwohner |              |                  |               |
| Wahlbeteiligung: 67,7 %           |              |                  |               |

Aufgrund einer Auszählungspanne im Hechtsheimer Stimmbezirk 6106 wurden 223 Briefwahlstimmen erst einen Tag später ausgewertet. Das Direktmandat wechselte daraufhin mit nun 13 Stimmen Vorsprung an den Kandidaten der CDU.
- Wolfgang Reichel (CDU) wurde direkt gewählt.
- Doris Ahnen (SPD) wurde über die Landesliste (Listenplatz 2) gewählt.
- Rahim Schmidt (Bündnis 90/Die Grünen) wurde über die Landesliste (Listenplatz 12) gewählt.

## Wahl 2006
Die Ergebnisse der Wahl zum 15. Landtag Rheinland-Pfalz vom 26. März 2006:
| Direktkandidaten                  | Partei   | Wahlkreisstimmen | Landesstimmen |
| --------------------------------- | -------- | ---------------- | ------------- |
| Doris Ahnen                       | SPD      | 42,4 %           | 43,3 %        |
| Michael Pietsch                   | CDU      | 34,9 %           | 30,9 %        |
| Peter Schmitz                     | FDP      | 8,3 %            | 10,1 %        |
| Katrin Eder                       | GRÜNE    | 7,3 %            | 8,0 %         |
| Gabriele Bannier                  | REP      | 3,9 %            | 3,2 %         |
| Claudius Moseler                  | ödp      | 1,8 %            | 0,9 %         |
| Andreas Geiger                    | WASG     | 1,6 %            | 1,6 %         |
| –                                 | Sonstige | –                | 1,8 %         |
| Wahlberechtigte: 75.476 Einwohner |          |                  |               |
| Wahlbeteiligung: 63,5 %           |          |                  |               |

- Doris Ahnen (SPD) wurde direkt gewählt.

## Wahlkreissieger
| Wahl | Name             | Partei | Stimmenanteil |
| ---- | ---------------- | ------ | ------------- |
| 1991 | Klaus Hammer     | SPD    | 40,9 %        |
| 1996 | Helga Hammer     | CDU    | 40,6 %        |
| 2001 | Klaus Hammer     | SPD    | 40,3 %        |
| 2006 | Doris Ahnen      | SPD    | 42,4 %        |
| 2011 | Wolfgang Reichel | CDU    | 34,0 %        |
| 2016 | Doris Ahnen      | SPD    | 38,9 %        |
| 2021 | Doris Ahnen      | SPD    | 30,8 %        |